# Buckhall
Buckhall è un census-designated place (CDP) degli Stati Uniti d'America, situato nello stato della Virginia, nella contea di Prince William. Secondo il censimento del 2020 gli abitanti di Buckhall ammontavano a 20 420.